# Denkmal für die Gefallenen des Deutschen Schillerbundes

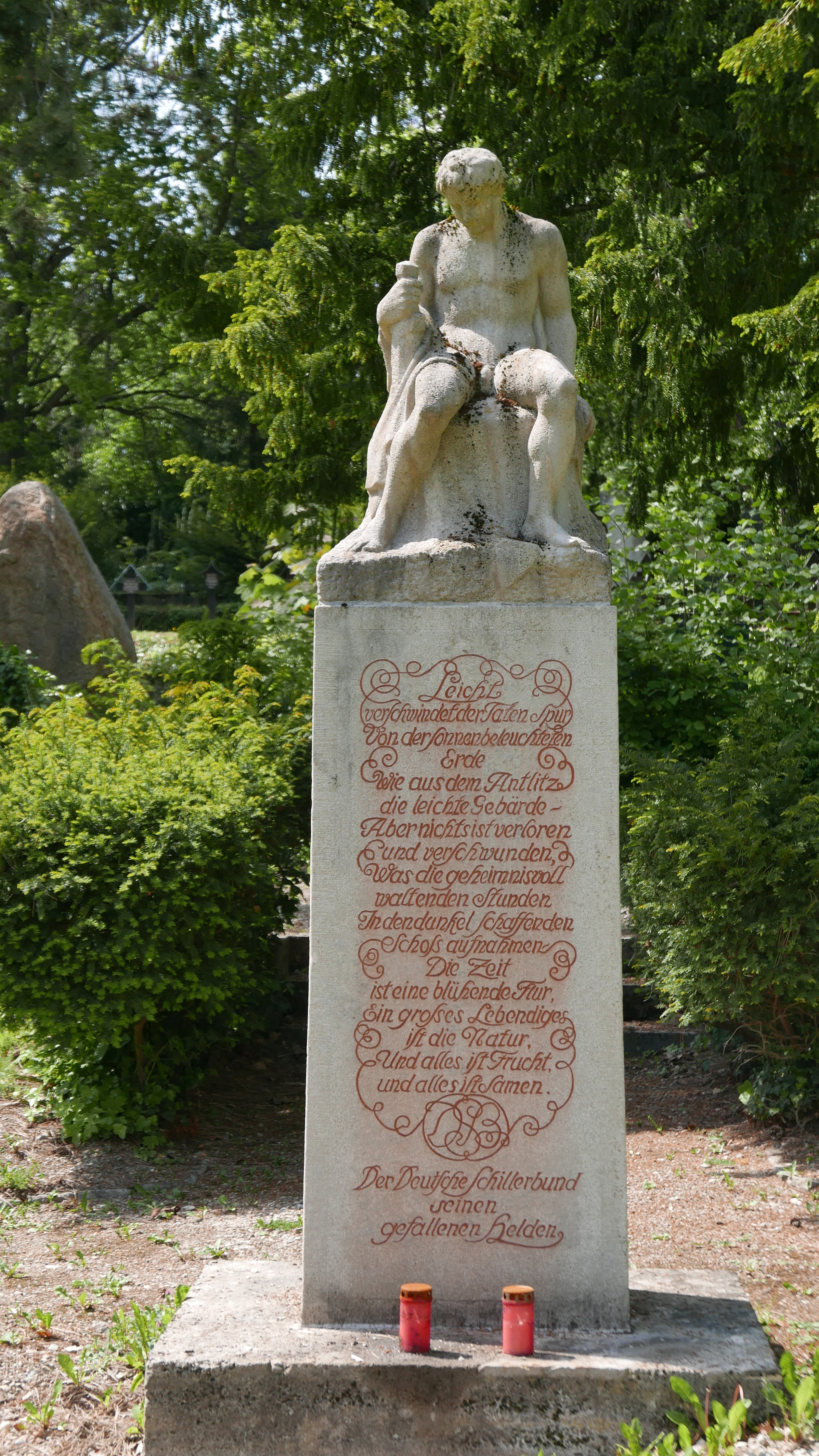
Denkmal für die Gefallenen des Deutschen Schillerbundes

Das Denkmal für die Gefallenen des Deutschen Schillerbundes ist ein Monument zum Gedenken der im Ersten Weltkrieg gefallenen Mitglieder des Deutschen Schillerbunds auf dem Weimarer Hauptfriedhof. Josef Heise schuf es in Marmor. Die Fläche wurde von August Lehrmann ausgewählt. Es entstand nach 1922. Wolfgang Schadewaldt (1900–1974) schuf hierzu das Modell. Es ist bei dem Berliner Studenten Wolfgang Schadewaldt sehr wahrscheinlich, dass es sich um den berühmten gleichnamigen Philologen handelt, da er ursprünglich Bildhauer werden wollte. Das Denkmal selbst ist ein Werk von Josef Heise.
Es ist ein sitzender, kampferschöpften Jüngling antikisierend dargestellt, der sich auf sein Schwert stützt. Die Vorderseite ziert eine Widmung mit Versen des geehrten Dichters Friedrich Schiller aus Die Braut von Messina.